# Льюис, Элиас Сент-Элмо
Элиас Сент-Элмо Льюис (англ. Elias St. Elmo Lewis; 23 марта 1872 — 18 марта 1948) — американский рекламист, писал и много выступал на тему потенциала рекламы для просвещения общественности. В 1951 году был включен в Зал славы рекламы посмертно.

## Биография
Льюис родился в Филадельфии в семье Эноса Риса и Мэри Бартрам Льюис. Его второе имя Сент-Элмо он получил в честь одноимённого романа писательницы Августы Джейн Эванс, который был опубликован в 1866 году.

### Образование
Элиас получил среднее образование в академии имени Истбёрна (Eastburn Academy), а высшее — в университете Пенсильвании, где он занимался редакторством «Университетского Курьера» в 1893 и 1894.
В 1895 он был редактором издания посвященного искусству под названием «Настроения» и коммерческим директором проекта «Рампа, чистая бумага для театрального зрителя», параллельно занимая позицию младшего партнера и бизнес-менеджера в полиграфической компании.

### Места работы
В 1896 Льюис открыл свое собственное рекламное агентство, которое называлось «Агентство рекламиста» . Его слоган звучал так: «спросите об этом Льюиса». Он взял на себя ответственность за рекламу дифтерийного антитоксина для компании Малфорда в 1896. Затем, в 1897 он открыл филиал Агентства Рекламиста в Баффало и в Детроите. В 1901 году Льюис был избран для проведения школы рекламы Пирса в Филадельфии. А в 1902 году он ушел из своей компании и продал ее.
Затем, в 1902 Льюис пошел работать в Национальную кассовую компанию, а позднее занимал должность менеджера по рекламе в компании под названием «Счетные машины Берроуза» с 1905 по 1914. В 1910 он был избран президентом Национальной ассоциации менеджеров по рекламе. В 1914 Льюис стал вице-президентом и генеральным менеджером компании Art Metal Construction в Джеймстауне. Затем, Льюис присоединился к команде Кэмпбелла Эвальда в качестве рекламного и торгового советника в декабре 1915 года.
После этого Льюис работал в National Services, Inc. в Детройте в качестве советника по потребительским и торговым отношениям, а с 1931 года в качестве вице-президента и редакционного директора издательской компании Keystone в Филадельфии. В 1932 году Льюис присоединился к недавно созданной в Филадельфии организации под названием Advisory Management Corporation в качестве начальника отдела маркетинга. В начале 1937 года «Evansville Co-Operative League», организация крупных промышленных фирм в Эвансвилле, попросила его описать программу и платформу сообщества.
Льюис был женат на Мод Роуз. В начале 1940-х годов пара переехала из Детройта в Санкт-Петербург, округ Пинеллас (Флорида), «по приказу врачей», как отметил в 1946 году путешественник по шоссе, "чтобы заботиться о перегруженном сердце."Он умер там 18 марта 1948 года.

## Принципы рекламы
С того момента, как в 1925 году вышла книга под названием «психология продаж и рекламирования» Эдварда Стронга, стало принято приписывать авторство модели АИДА Льюису. Стронг говорил, что именно Льюис сформулировал принцип «Привлекай внимание, вызывай интерес, создавай желание, приводи в действие».
В разное время Льюис пользовался разными моделями рекламирования:
1899: захватить внимание читателя, проинформировать его и сделать его своим покупателем.
1903—1909: привлечь читателя, заинтересовать его, убедить его.
Также много своих принципов рекламирования Льюис продемонстрировал в своей колонке в The Inland Printer и они гласят: Первый закон рекламной композиции должен быть, как и при создании картины: иметь точку, на которой должно быть сосредоточено внимание, и подчинять этому любую другую часть рекламного показа. Также Льюис говорит, что очень важно не только захватить внимание читателя заголовком, но и удержать его рекламным текстом, который следует дальше.
Книгу Финансовая реклама Льюис планировал выпустить весной 1907, но в связи с финансовым кризисом её выход был отсрочен и количество страниц в книге значительно прибавилось.
В своей книге Льюис утверждает, что если мы не можем захватить внимание зрителя, то мы точно не сможем его заинтересовать и уж тем более не сможем его убедить. Из этого он выводит две гипотезы: 1) человек будет привлечен в равной пропорции с тем насколько личным будет обращение к нему; 2) благосклонное внимание способствует пристальному вниманию. Также Элиас Постулировал, что внимание человека должно быть настолько задержано, чтобы само перерасти в интерес без усилий читателя. Реклама должна убедить читателя в разумности и правильности своих утверждений и аргументов — она должна заставить его сознательно согласиться с её логикой и выводами.